# Novaggio
Novaggio (in dialetto ticinese Nuvasg) è un comune svizzero di 843 abitanti del Canton Ticino, nel distretto di Lugano.

## Geografia fisica
Novaggio è situato nel Malcantone, sulla falda meridionale del Perose (Bavoggio).

## Storia
Il 17 agosto 2004 è stato bocciato il progetto di fusione per il nuovo comune di Medio Malcantone al fine di unire Astano, Bedigliora, Curio, Miglieglia e Novaggio. L'aggregazione è stata abbandonata a causa del risultato negativo della votazione della popolazione dei comuni interessati del 8 febbraio 2004.

## Monumenti e luoghi d'interesse

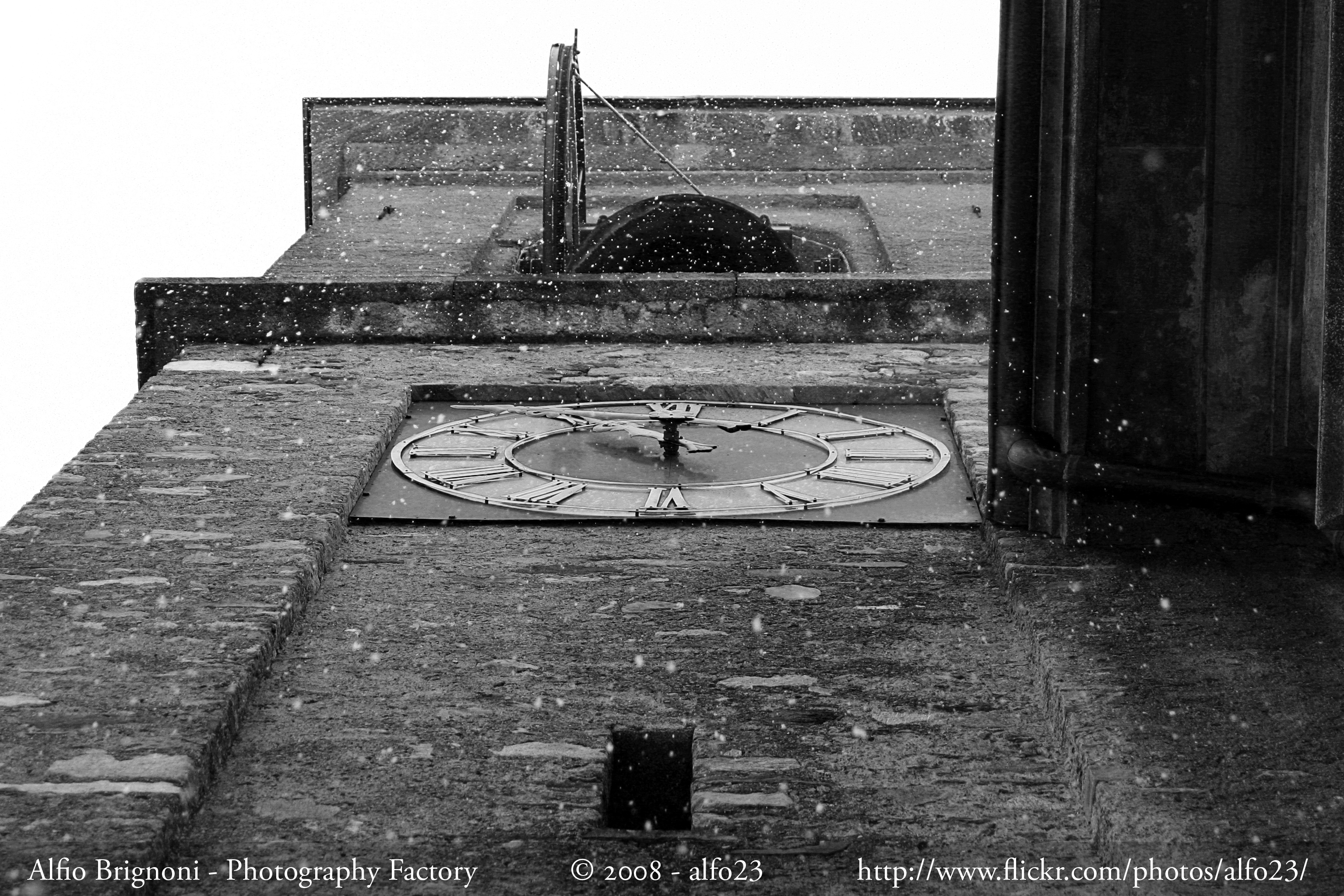
Il campanile della chiesa parrocchiale di San Siro

- Chiesa parrocchiale di San Siro, eretta nel 1625[3];
- Oratorio di Santa Maria del Carmelo (o di Carate), eretto nel  XVI secolo [senza fonte].

## Società

### Evoluzione demografica
L'evoluzione demografica è riportata nella seguente tabella:
Abitanti censiti

## Amministrazione
Ogni famiglia originaria del luogo fa parte del cosiddetto comune patriziale e ha la responsabilità della manutenzione di ogni bene ricadente all'interno dei confini del comune. L'ufficio patriziale rieletto il 26 aprile 2009 è presieduto da Claudio Delmenico.